# 8189 Naruke
8189 Naruke (1992 YG3) là một tiểu hành tinh vành đai chính được phát hiện ngày 30 tháng 12 năm 1992 bởi T. Hioki và S. Hayakawa ở Okutama.